# Rumen Kasabov
Rumen Kasabov (tiếng Bulgaria: Румен Касабов; sinh 15 tháng 11 năm 1999) là một cầu thủ bóng đá Bulgaria thi đấu ở vị trí tiền vệ cho Cherno More Varna.

## Sự nghiệp

### Cherno More
Ngày 31 tháng 5 năm 2017, Kasabov ra mắt cho đội bóng trong trận hòa 2–2 sân khách trước Levski Sofia, vào sân từ ghế dự bị thay cho Valentin Yoskov. Anh ghi bàn thắng thứ hai cho đội bóng.

## Thống kê sự nghiệp
Tính đến  ngày 31 tháng 5 năm 2017
| Câu lạc bộ  | Mùa giải | Giải vô địch | Giải vô địch | Cúp     | Cúp       | Châu lục | Châu lục  | Tổng    | Tổng      |
| Câu lạc bộ  | Mùa giải | Số trận      | Bàn thắng    | Số trận | Bàn thắng | Số trận  | Bàn thắng | Số trận | Bàn thắng |
| ----------- | -------- | ------------ | ------------ | ------- | --------- | -------- | --------- | ------- | --------- |
| Cherno More | 2016–17  | 1            | 1            | 0       | 0         | —        | —         | 1       | 1         |
| Cherno More | Tổng     | 1            | 1            | 0       | 0         | 0        | 0         | 1       | 1         |